# Garruchos
Garruchos é um município brasileiro do estado do Rio Grande do Sul.
Por volta do ano de 1600 o Rio Grande do Sul era habitado por diversas tribos de indígenas. Com a chegada dos jesuítas em 1626, foi fundado, na margem direita do Rio Piratini, afluente da margem esquerda do Rio Uruguai, a Missão Jesuítica de São Nicolau, a primeira povoação fundada no Rio Grande do Sul. A partir desse fato, começaram a chegar à região, a qual também se encontra o município de Garruchos, os brancos civilizados, não só os que acompanhavam os jesuítas, mas também as missões oficiais que vinham de Buenos Aires, cujo governo estava subordinado as Missões Jesuíticas, uma vez que estavam a serviço da Coroa Espanhola.
(Slaved guarani de Jean-Baptiste Debret)
Com a chegada e permanência dos jesuítas no Rio Grande do Sul e o aumento das reduções que chegaram a 18, vieram também o gado vacum e o cavalar e isto despertou o interesse dos Bandeirantes paulistas que além de caçarem o gado para lhes tirar o couro para uso próprio, a carne para seu consumo e o sebo para vender no comércio internacional da época, levavam os indígenas para os escravagistas.
(Obra de Jean-Baptiste Debret)
Os Bandeirantes, que usavam uma arma de fogo chamada Garrucha, se estabeleceram nesta região do Estado, principalmente nas imediações onde surgiu o povoado de Garruchos, originando uma das hipóteses quanto a denominação do nome deste município.
Devido aos frequentes ataques dos Bandeirantes, fatos ocorridos entre os séculos XVII e XVIII, as Reduções Jesuíticas foram se transferindo para a margem direita do Rio Uruguai já que os Bandeirantes não transpunham esse rio e assim os jesuítas e alguns indígenas ficavam a salvo das suas investidas. Estas passagens para o lado argentino muitas vezes aconteciam às margens do futuro povoado de Garruchos por motivo estratégico, pois nestas imediações o rio é mais estreio e quando o volume de água está baixo facilita o deslocamento.
Nessas retiradas, muitos destes indígenas não acompanharam os Jesuítas e se dispersavam pelos matos, fixando novas moradas. Passado algum tempo da retirada das Missões Jesuíticas para a banda ocidental do Rio Uruguai, os Bandeirantes encontraram novos interesses com a descoberta de ouro no Brasil Central, mais precisamente em Minas Gerais, como consequência, desinteressaram-se pelos ataques ao sul.
(Mapa do livro de Maximiliano Beschorem)
Dos indígenas que não quiseram acompanhar os jesuítas na fuga para a banda ocidental do Rio Uruguai, ficou uma tribo que costumava desafiar os Bandeirantes nos seus ataques, que estabeleceram as suas malocas nas margens esquerda e direita do Rio Uruguai, a cerca de 50 km abaixo da foz do Rio Piratini, afluente do mesmo rio, nas imediações onde hoje se encontra o município de Garruchos, assim, quando os Bandeirantes atacavam na margem esquerda eles fugiam para a maloca da margem direita e quando os Bandeirantes se retiravam, eles voltavam à margem esquerda. Este local de passagem, denominado de Passo de Garruchos, é mencionado pelo Engenheiro e Agrimensor Maximiliano Beschorem e apresentado em um mapa, que estão em seu livro “Impressões de Viagens na Província do Rio Grande do Sul”.
(Obra de Jean Baptiste Debre – Campeiro dos Pampas)
Devido à ganancia e as atrocidades dos Bandeirantes, a região estava quase vazia, tanto de brancos quanto de indígenas, pois estes nativos eram muito disputados pelos escravagistas e por isso se ocultavam nas matas. Após a debandada dos Bandeirantes, o grande interesse dos indígenaspela margem esquerda do rio Uruguai, ou seja, o Brasil era a abundância de bovinos e caça, já que, aumentou muito o rebanho dos pampas. Com isso os jesuítas e os indígenas que ainda os acompanhavam, voltaram e fundaram os Sete Povos das Missões, começando por São Francisco de Borja (São Borja), que foi o primeiro dos Sete Povos das Missões, fundado em 1682. Estes fatos, isto é, a fuga dos jesuítas e dos indígenas, a descoberta do ouro em Minas Gerais e o desinteresse dos Bandeirantes pelas missões, fez com que o gado vacum e os cavalos aumentassem muito na região missioneira.
Desta forma, deixaram aqueles indígenas os seus vestígios, as suas habilidades e o seu nome que deu origem ao gaúcho brasileiro. Nessa época surgiram os instrumentos de caça, tanto ao gado vacum quanto ao cavalar, que se encontravam em abundância. Tais instrumentos eram o laço, feito do couro do próprio gado vacum, as boleadeiras, conforme Wikipedia, “que são uma espécie de funda, uma arma muito utilizada para caçar nas grandes pradarias do pampa riograndense, uruguaio e argentino, a qual era lançada nos pés do animal enquanto ele corria, causando-lhe assim a queda (WIKIPEDIA, 2017)”. Outro instrumento de caça era a garrucha, uma lâmina em forma de meia-lua, presa na ponta de uma vara de madeira e usada para desgarronar os animais, possibilitando ao caçador ir ao local dessa queda e matar o animal, em especialmente do gado vacum destinado ao próprio consumo e posterior mente a comercialização.
Esta Garrucha, (lança que aparece na foto ao lado com o cavaleiro a esquerda) a qual foi inventada pelos próprios Garruchos, por isso levou o nome deles e não deve ser confundida com a garrucha, arma de fogo, que ali não existia nessa época. Estas denominações, os Garruchos, habitantes desta região naquela época e do instrumento de caça denominado Garrucha, também são hipóteses quanto à denominação do nome deste município.
A localidade de Garruchos começa a aparecer em registros quando em 1809 o comando militar que governava São Borja mandou distribuir sesmarias entre os rios Piratinim e Icamaquã, afluentes do Rio Uruguai. Segundo o historiador São-Borjense, Claudio Oraindi Rodrigues, os Fagundes, os Pereira Silva, os Santos Robalo, os Nolasco, os Pentiado, os Moraes, os Lago, e outros, foram alguns dos privilegiados com uma sesmaria (1 légua quadrada, ou 13 mil hectares), e cujos descendentes até hoje são encontrados na região.
No livro de Maximiliano Beschorem citado anteriormente, o mesmo descreve na sua segunda visita ao Passo de Garruchos, em 24 de maio de 1876, onde narra o seguinte: “a existência de uma pequena guarnição com seis sentinelas e mais um tenente, que comandava o local e mais o Passo de São Lucas e Santo Isidro, rio acima, e nas passagens de Mercedes, São Mateus e São Marcos. Bem próximo ao Passo há um grupo de choupanas bem pobres, sendo moradia de soldados e outros moradores. Existe apenas uma casa que sobressai, é uma casa comercial de um correntino (argentino de Corrientes).
Em 1881, em resposta a uma solicitação do Governo da Província, a Câmara de São Borja informa que existia neste município uma plantação de parreiras, pertencente a Nicolau Fuchs, localizada no 3º Distrito desta Comarca, perto do Passo de Garruchos, e que produzia seis pipas de vinho por ano, lutando seu proprietário com dificuldade pela falta de engenho e outros misteres necessários para aumentar sua produção” (Extraído do livro de atas da Câmara de São Borja). Conforme consta no livro de Nadyr B. Sarmento “Histórias de Garruchos”, Passo de Garruchos foi 3º distrito de São Borja, mais tarde passando a ser o 5º Distrito.
(Obra do livro de Nadyr B. Sarmento)
Segundo o escritor e historiador Apparicio Silva Rillo, a promoção do povoado à Vila de Santa Barbara de Garruchos ocorreu em ato oficial a 18 de fevereiro de 1891, pela Câmara Municipal de São Borja. Criada a vila, foram estabelecidas normas administrativas, com logradouros públicos onde receberam nomes de vultos que homenagearam acontecimentos da época, criando regras para distribuição de terrenos. Seriam determinados os lugares de utilidade pública como o Largo da República junto ao rio Uruguai, uma praça com nome de Benjamin Constant, em homenagem ao doador desta área que levasse seu nome na rua que passa a direita da praça, de Manoel Baptista.
Conclui-se, por esses dados, que Garruchos possui uma história interessante, e que já no final do século passado havia um povoado relativamente desenvolvido e organizado, com comércio, guarnição e diversas atividades, principalmente a pecuária.
Após a decadência das Missões e a consequente colonização lusa, no início do século XIX e, posterior a chegada de correntes imigratórias e migratórias, entre o final do século XIX e início do século XX, o atual Município de Garruchos teve seu repovoamento a partir de fevereiro de 1892 na localidade de Santa Bárbara de Garruchos, povoado surgido a partir da doação de terras por parte da família de Manoel Batista da Silva. Conforme Claudio Oraisndi Rodrigues, no seu livro São Borja e sua História, relata que com a Proclamação da República em 15 de novembro de 1889, a alegria foi tanta que um casal de São Borja, dona Guiomar Pacheco da Silva e seu marido Manoel Baptista da Silva, em uma demonstração de civismo, doaram uma fração de campo para ser criada uma vila em Garruchos, denominada Santa Bárbara de Garruchos.
Por ato municipal nº 01, em 10 de outubro de 1902, Garruchos é anexado a São Borja como Distrito, juntamente com Iguariaçá, Itacurubi e Camaquã. Logo após, no ano de 1911, em divisão administrativa, o distrito de Garruchos, figura no município de São Borja e anos depois foi confirmada a criação do distrito de Garruchos pelo ato municipal nº 88, de 11 de novembro de 1929.
Quanto a denominação do município de Garruchos, não existem registros oficiais, são somente estórias contadas por descendentes que deram origem a esta localidade.
Diziam os primitivos garruchenses que as lembranças das refregas destes tempos estão gravadas nas pedras que enfeitam o povoado. São lembranças das lutas dos bravos indígenas que deixaram suas marcas de um lado e de outro do Velho Rio.
População:  A população no último censo registrou 3.234 pessoas, pertencentes a zona rual e urbana.
Economia: maior parte agrícola e na pecuária, com pequena participação econômica com a pesca.

## Geografia
Localiza-se a uma latitude 28º11'01" sul e a uma longitude 55º38'20" oeste, estando a uma altitude de 69 metros. Sua população estimada em 2018 foi de 2.963 habitantes.
É um município que conta com as águas do rio Uruguai e que tem fronteira fluvial com  as províncias de Corrientes e Misiones na Argentina.